# Irles
Irles är en kommun i departementet Somme i regionen Hauts-de-France i norra Frankrike. Kommunen ligger i kantonen Albert som tillhör arrondissementet Péronne. År 2022 hade Irles 120 invånare.

## Befolkningsutveckling
Antalet invånare i kommunen Irles
| Referens: INSEE |